# Julien de Parme

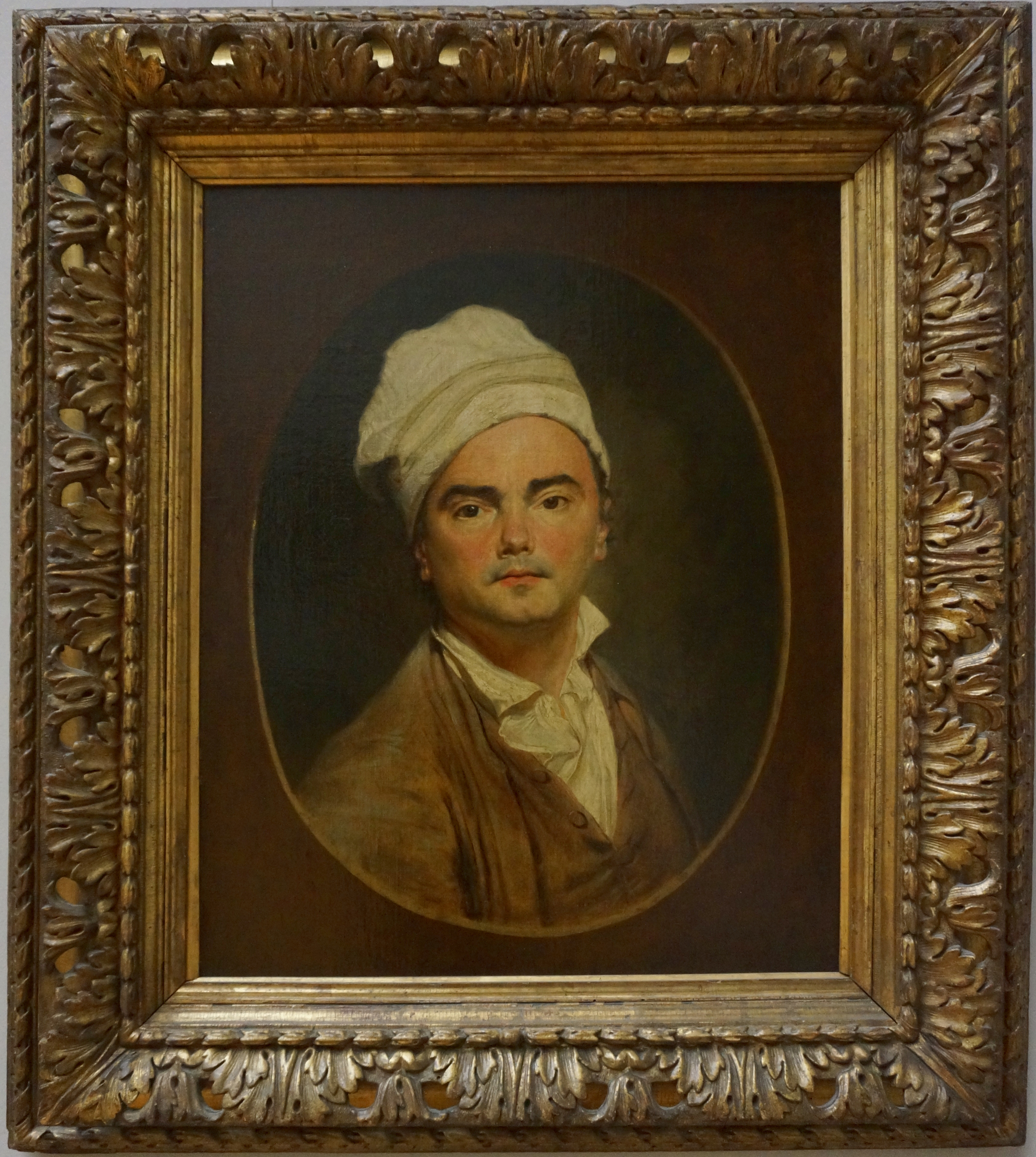
Autorretrato (1777). Óleo sobre lienzo, 61 x 49 cm, París, musée du Louvre, que lo adquirió en 1925 como obra de Antoine Watteau.

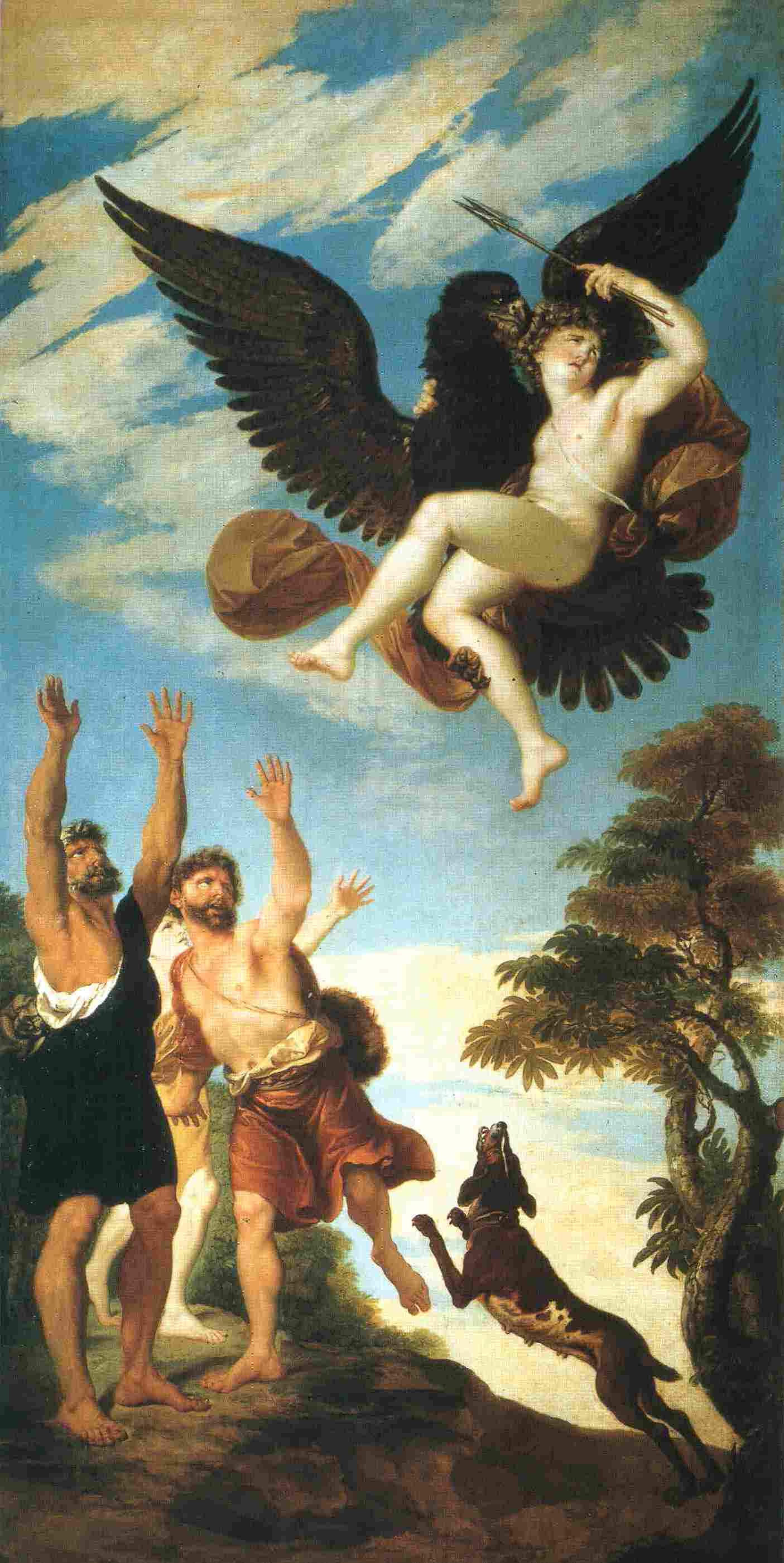
Rapto de Ganimedes (1778). Óleo sobre lienzo, 249 x 128 cm, Madrid, Museo del Prado.

Julien de Parme, conocido también como Jean-Antoine Julien y Bartolomeo Ottolini (Cavigliano, 1736-París, 1799) fue un pintor neoclásico suizo especializado en retratos y pintura de historia sagrada y mitológica. Activo en Francia e Italia, se consideró a sí mismo francés por residencia e italiano por formación. Con una sólida cultura, escribió su Autobiografía, publicada póstumamente, y reunió una importante colección de obras clásicas que se vio obligado a vender en sus últimos años por dificultades económicas.

## Biografía
Nacido en el cantón del Tesino, en la Suiza de habla italiana el 23 de abril de 1736, subsisten dudas acerca de su identidad debido a algunas contradicciones entre lo que afirma en su Autobiografía y la documentación conservada, pues en tal fecha únicamente se registra en Cavigliano el bautismo de un niño de nombre Bartolomeo, hijo de Giacomo Ottolini, albañil, y Lucia Bruzzetti, de Golino, donde se registra el nacimiento y muerte prematura de un Jean-Antoine Julien, hijo de una familia distinguida. Presumiblemente hijo ilegítimo, según su Autobiografía su madre, huyendo de los malos tratos que recibía de su padre, se lo llevó muy niño aún a Craveggia, en el norte de Italia, cerca de la frontera con Suiza. En Craveggia inició sus estudios con Giuseppe Bognis, modesto pintor local, para inmediatamente trasladarse a Francia, donde se encontraba ya en 1747 mudando con frecuencia de localidad y manteniéndose con la pintura de retratos. En 1756 llegó endeudado a París donde trabajó con escasa fortuna para Carle van Loo y otros maestros. Hastiado al parecer de la exclusiva dedicación a la pintura de retratos, en 1759 inició un viaje de estudios por Italia que le llevó a Roma y le permitió estudiar la pintura de los maestros antiguos, atraído especialmente por Rafael y Miguel Ángel, un «gigante entre los pigmeos», así como conocer al marqués Guillaume-Leon du Tillot, primer ministro de la corte borbónica de Parma, que se convertiría en su protector.
Con Tillot contrató el envío a Parma de al menos una obra al año, lo que cumplió mientras el marqués se mantuvo en el poder. Se trata, en aquellos casos en que se han podido identificar, de pinturas de asunto histórico y mitológico como El Amor en pie disponiéndose a lanzar una flecha (1762, Parma, colección privada) en las que se evidencia el estudio y trasposición al lienzo de la estatuaria clásica, siguiendo las orientaciones estéticas de Johann Joachim Winckelmann y Anton Raphael Mengs, a quien conoció en 1772. Un testimonio inequívoco del interés de Julien por la obra teórica de Mengs lo proporciona la carta que en 1781 escribió a José Nicolás de Azara, agradeciéndole la publicación de las obras del alemán al tiempo que se quejaba de la incomprensión y persecución que en Francia sufría por seguir tales tendencias estéticas.
En 1773, tras la caída de Tillot, retornó a París llevando con él una importante colección de pintura, en la que figuraban obras de Guido Reni, el Veronés, Claudio de Lorena y otros muchos, que se vio obligado a vender años más tarde al no encontrar en Francia eco para su pintura a pesar del apoyo recibido del duque Louis de Nivernais, quien a la muerte de Tillot (1774) se convirtió en su mecenas. Fue Nivernais quien, tras un periodo de inactividad en el que para sobrevivir hubo de vender a Luis XVI el San Juan Bautista en el desierto de Reni, le encargó en 1778, probablemente para el castillo de Saint-Ouen, los tres grandes óleos ahora guardados en el Museo del Prado (Despedida de Héctor y Andrómaca, Rapto de Ganimedes y La Aurora raptando a Céfalo) y un cuarto en paradero ignorado (Diana y Endimión).
En 1780 intentó, sin éxito, ser admitido en la Académie royale de peinture et de sculpture, y en 1790 pintó su última obra antes de abandonar deprimido la pintura: Eva en pie (perdida), que murió sin lograr vender. No obstante estos fracasos –y la torpeza con que están resueltas algunas de sus composiciones– la influencia de Julien, cuando menos en la elección de los temas, acabará manifestándose en la obra de los pintores neoclásicos franceses como Jacques-Louis David o François Gérard, que en sus últimos años trataron de conseguirle una pensión del Estado atendiendo a la miseria con la que vivía. Un hecho significativo es en este orden que una de las últimas obras de Julien: Caracalla dando muerte a su hermano Geta en los brazos de su madre Julia, tema tratado también por David, llevase hasta 1979 la firma apócrifa L. David pinxit 1789.